# Macy (Indiana)
Macy è un comune degli Stati Uniti d'America, situato nello Stato dell'Indiana, nella contea di Miami.